# Проект «Азориан»

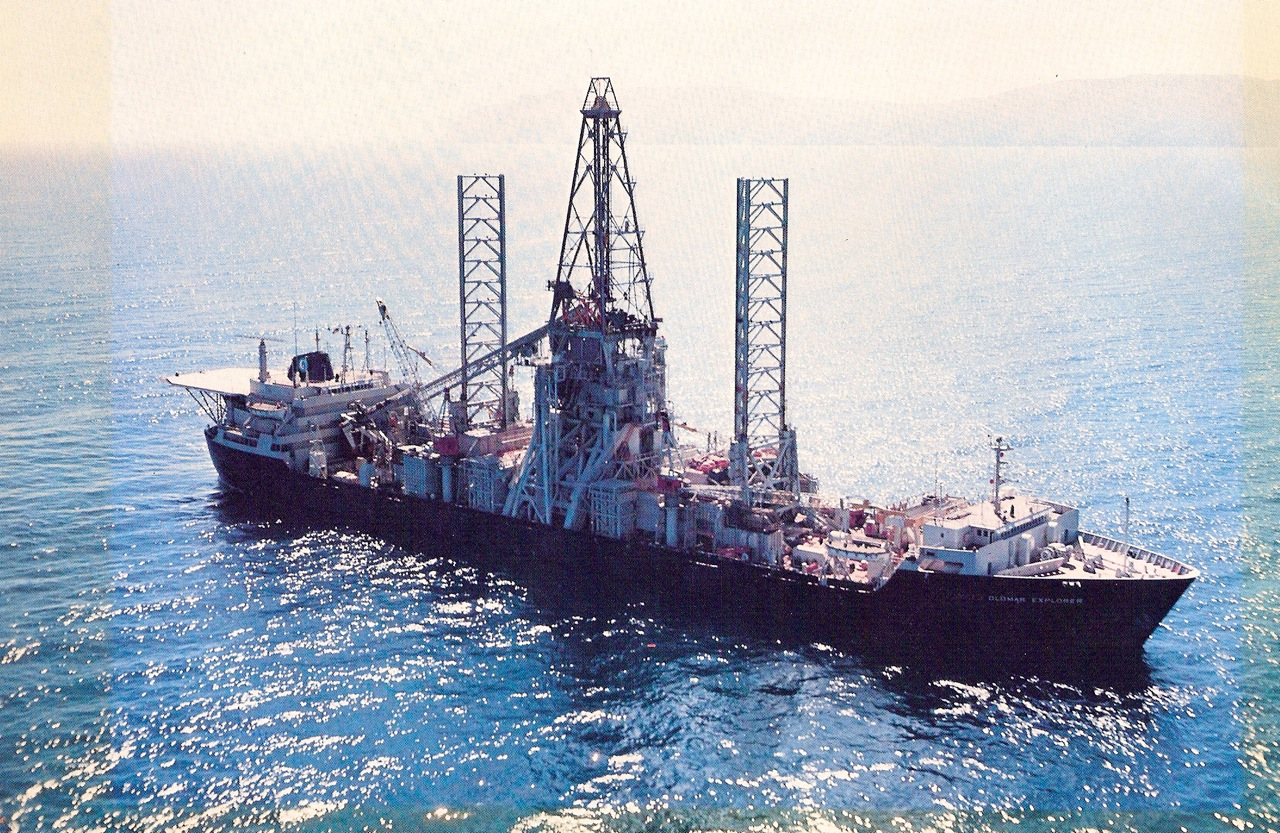
«Гломар Эксплорер»

Проект «Азориан» (англ. Project Azorian) — кодовое название секретной операции, проведённой в 1974 году ЦРУ США по подъёму советской подводной лодки К-129, затонувшей в марте 1968 года на расстоянии 1560 морских миль (2890 км) от побережья Гавайских островов. В некоторых источниках операция называется «Дженнифер», в то время как этим кодовым словом именовалось помещение, где разрабатывался проект.
Поскольку К-129 затонула на очень большой глубине, около 5600 м, специально для проведения операции было сконструировано и построено судно «Гломар Эксплорер», оснащённое уникальным оборудованием для сверхглубоководных работ. Операция тайно проводилась в международных водах и была замаскирована под геологоразведочные работы на морском дне.
Согласно официальной версии, в ходе подъёма лодки часть механических захватов раскрылись, корпус лодки разломился и бо́льшая часть снова затонула, окончательно разрушившись при контакте с грунтом, на борт «Гломар Эксплорер» была поднята лишь носовая секция. Полной информации о количестве и характеристиках поднятых обломков ПЛ в печати не приводилось, однако известно, что было поднято не менее трёх фрагментов ПЛ, в том числе носовая часть. 
Хотя официальная информация остаётся засекреченной, исследователи полагают, что баллистические ракеты, кодовые книги и другое оборудование осталось на дне, поэтому считается, что цели операции не были достигнуты в полной мере. Тем не менее, в поднятой части были обнаружены две торпеды с ядерной БЧ и ряд других объектов, представлявших интерес для американской разведки.
По другим данным поднятие подлодки полностью и не планировалось (исходя из размеров оборудования для подъёма на судне «Гломар Эксплорер»).
Операция стала достоянием общественности через год, в феврале 1975, когда Los Angeles Times опубликовала статью о проекте «Дженнифер», подлинное название операции стало известно в 2010 году.
По заявлениям официальных лиц, тела шести советских моряков, обнаруженных в поднятых отсеках, были с воинскими почестями погребены в море (в стальной камере из-за радиоактивного заражения). В октябре 1992 года директор ЦРУ Роберт Гейтс на встрече в Москве передал президенту России Борису Ельцину видеоплёнку с записью ритуала захоронения тел советских подводников из экипажа K-129, но на представленной российской стороне видеозаписи запечатлено погребение только двух тел.